# فيليكس أورباخ
فيليكس أورباخ (بالألمانية: Felix Auerbach)‏ هو فيزيائي ألماني، ولد في 12 نوفمبر 1856 في فروتسواف في بولندا، وتوفي في 26 فبراير 1933 في ينا في ألمانيا.